# Aker Arctic
Aker Arctic Technology Oy (spesso abbreviata Aker Arctic) è una società ingegneristica finlandese operante una vasca navale congelabile. Oltre alle prove in vasca in ambiente artico la società offre servizi di progettazione, consulenza e ricerca su rompighiaccio e navi o strutture offshore operanti in ambiente artico. Inoltre, effettua anche prove a mare e in ghiaccio per nuove costruzioni, spedizioni e corsi in ambienti ghiacciati. Recentemente propone anche la fornitura completa di sistemi di propulsione navali per rompighiaccio e navi con elevata "ice class".